# Sergio Badilla Castillo
Sergio Badilla Castillo (n. 30 noiembrie 1947, Valparaíso, Chile) este un creator al mișcării poetice transrealiste.

## Viața literară
Este considerat a fi poetul chilian cu o mare ascendență nord-europeană, trăindu-și un lung exil sub înrâurirea poeților finlandezi, Edith Södergran, Elmer Diktonius, Paavo Haavikko, Pentti Saarikoski și a poeților suedezi; Gunnar Ekelöf , Tomas Tranströmer și Lars Gustafsson.
Volume din lirica sa au fost traduse în engleză, suedeză, franceză, finlandeză, portugueză și japoneză.

## Principalele opere
- Mai jos de ramul meu (povestiri) 1980
- Sălașul semnului (poezii) 1982
- Cantonirico (poezii) 1983
- Reverberații ale pietrelor acvatice (poezii) 1985
- Terrenalis (poezii) 1989
- Saga Nordică 1996
- Surâsul îngrozitor al batardului (poezii) 2003
- Poeme transreale și niște evananghelii (poezii) 2005